# Akacije
Akacije (? - 26. studenoga 489.) bio je ekumenski patrijarh Konstantinopola od 472. do 489. godine. Akacije je praktički bio prvi prelat u cijeloj Istočnoj pravoslavnoj Crkvi i bio je poznat po ambicioznom sudjelovanju u kalcedonskoj kontroverzi. Posebno je poznat po tome što je savjetovao bizantskog cara Zenona da izda Henotikonski edikt 482. godine, kojim su Nestorije i Eutih bili osuđeni, dvanaest anatema aleksndrijskog patrijarha Ćirila prihvaćeno, a kalcedonska Doktrina ignorirana. Ovaj napor da se riješi spor uzrokovan doktrinom Vijeća Kalcedona bio je posve uzaludan.  Papa Feliks III. je vidio da je autoritet njegovog pontifikata, kao i poslanice njegovog prethodnika Lava I. Velikog bio doveden u pitanje omalovažavanjem Kalcedona. Posljedično je osudio i izopćio Akacija; postupak koji je potonji primio s prijezirom, ali i koji je doveo do raskola između dviju crkava a trajao je i nakon Akacijeve smrti. Akacijeva šizma je trajala kroz dugu i tjeskobnu vladavinu bizantskog cara Anastazija I., a razrješio ju je Justin I. za vrijeme pontifikata pape Hormizde 519. godine.

## Rani život i Episkopat
Akacije se prvi put spominje u autentičnoj povijesti kao orfanotrof, odnosno službenik kojemu je povjerena skrb o siročadi u crkvi Konstantinopola, a istu je obavljao s izraženim uspjehom. Grčki povjesničar Suidas Thessalius dalje opisuje Akacija da posjeduje nesumnjivo upečatljivu sposobnost iskorištavanja maksimuma datih mogućnosti. Bilo je izvjesno da je imao izraženu privlačnost veličanstvenih manira; bio je darežljiv, šarmantan - ipak plemičkog ponašanja, osobnost aristokratskog izražavanja te sklonosti izvjesnom crkvenom paradiranju.
Njegove su vrline privukle pažnju bizantskog cara Leona I. na koga je brzo ostavio jak utjecaj tako da je svojom umješnošću postao dvorski uglednik, što ga je dovelo, nakon smrti Genadia I. 471. godine, do nasljeđivanja trona patrijarha Konstantinopola. Prvih pet ili šest godina njegova biskupstva su bile prilično jednolične i bez nekih posebnih događanja. Međutim, uskoro je bio uključen u ozbiljne kontroverze koje su trajale tijekom cijelog njegovog biskupstva i završile tridesetpetogodišnjom šizmom između crkava Istoka i Zapada.
S jedne je strane nastojao obnoviti jedinstvo Istočne pravoslavne Crkve, koja je bila rastrojena raznovrsnim stavovima kojima su Eutihovi argumenti samo podizali tenzije, i, s druge strane, učvrščujući svoj biskupski položaj isticanjem svoje neovisnosti od Rima, te šireći takav utjecaj na Aleksandriju i Antiohiju. Izgledno je da je u oba slučaja djelovao više u duhu državnika nego teologa, te su u vezi s tim, njegova osobna svojstva darežljivosti, elegancije i razmetljivosti, koje je uočio Suidas, od velikog značaja.

## Kalcedonska kontoverza
Zajedničko suprotstavljanje caru Baziliskusu i patrijarhu Timoteju Eilurosu

Suprotstavljanje je bilo prva važna mjera kojom je Akacije zaradio oduševljenu potporu i pohvalu pape Simplicija. Zajedno s stilitskim redovnikom, Danijelom Stilitom, stavio se na čelo opozicije uzurpiranom caru Baziliskusu. Timoteju Eilurosu, nekalcedonski patrijarh Aleksandrije koji je bio pod Baziliskusovom zaštitom od 476. godine, potaknuo je Baziliskusa da objavi encikliku, odnosno carsku proklamaciju kojom osuđuje doktrinu kalcedonskog Sabora. 
U početku se činilo da je Akacije oklijevao dodati svoje ime na popis azijskih biskupa koji su već potpisali encikliku; ali upozoren pismom pape Simplicija, koji je saznao za njegov sumnjiv stav od uvijek budne monaške zajednice, ponovno je razmotrio svoju poziciju i, umjesto potpisivanja enciklike, žestoko se ubacio u polemiku. 
Ta iznenadna promjena pogleda je nagrađena zadivljenim poštovanjem, te je osvojio pozornost kalcedonaca, osobito onih među raznim redovničkim zajednicama diljem Istoka, svojom, sada zadivljujućom brigom za zdravu doktrinu. Čak mu je i papa Simplicije uputio pismo pohvale.
Glavna okolnost kojoj je Akacije dugovao ovaj iznenadni val popularnosti bila je činjenica da se uspio staviti na čelo osobitog pokreta kojemu je, ustvari, Daniel Stilit bio i korifej i pravi inspirator.

Uznemirenost koja je nastala, je, naravno, nastala spontano od strane monaških promicatelja i svekolike svjetine, koji su iskreno prezirali Eutihove teorije Utjelovljenja, ali može se dvojiti je li Akacije, ili u kalcedonskoj opoziciji sada, ili u kasnijem nastojanju da dođe do kompromisa, bio išta smisleniji od političara koji je želio ostvariti svoje osobne ciljeve. Od teoloških načela, čini se da nikada nije imao dosljedan stav. Imao je dušu igrača i borio se samo za utjecaj. Car Baziliskus je bio poražen.
Posljedično je Baziliskus, vjerojatno u nastojanju da zadži oložaj cara, odustao od svoje uvredljive enciklike objavom kontraproglasa, ali mu predaja nije spasila položaj. U međuvremenu je car Zenon, koji je bio bjegunac do vremena Akacijevog suprotstavljanja, potraživao je natrag prijestolje koje je izgubio, i Baziliskus je, nakon poniznog i uzaludnog ustupka crkvenoj moći, prepustio tron (kako kaže tradicija) preko Akacija, nakon što se 477. godine sklonio u svojoj crkvi. U ovom trenutku odnosi između Zenona, Akacija i Simplicija su imali prijateljski karakter; složili su se oko nužnosti poduzimanja snažnih mjera za potvrđivanje doktrine Kalcedonskog sabora, i neko vrijeme su složno djelovali.

## Sporovi oko Petra Mongus i Ivana I. Talaia
Godine 479. Akacije je imenovao Kalendiona za patrijarha Antiohije čime je prekoračio propisane granice svoje nadležnosti. Međutim, Papa Simplicije je priznao imenovanje pozivajući se na čin iz nužnosti.
Ubrzo, 482. godine, su izbile nevolje na svim razinama kad su nekalcedonci Aleksandrije pokušali primorati Petra Mongusa da preuzme tron od Ivana I. Talaie. Papa Simplicije je prosvjedovao protiv imenovanja Petra Mongusa na mjesto patrijarha zbog njegove uloge s nekalcedoncima Aleksandrije, te se na taj način stavio na stranu Ivana I. Talaie.
Oba aspiranta su bila otvorena na ozbiljne prigovore. Mongus je, ili je barem bio, nekalcedonac, dok je Ivan Talaia bio je vezan sa svečanim obećanjem caru da neće tražiti ili (kako se čini) prihvatiti patrijaršiju. 
Talaia je odmah zatražio i dobio potporu Simplicija što je omalovažilo Akacija. Mongus je Akaciju zastupao tezu da bi bio sposoban, ako bude potvrđen patrijarhom, da riješi podjele izazvane sporom.
Ovaj put događaji su Akaciju pružili priliku na koju je, čini se, dugo čekao - zahtijevati ekskluzivnu čast i jurisdikciju na čitavom Istoku, a koja bi oslobodila biskupe glavnoga grada, ne samo od svake odgovornosti prema tronovima Aleksandrije, Antiohije i Jeruzalema, nego i prema rimskom papi. Akacije, koji se do sada uspio potpuno dodvorti Zenonu, predložio je caru da stane na stranu Mongusa unatoč žestokoj opoziciji Simplicija.  Akacije se neutralizirao slanjem izaslanika kako bi razgovarali o uvjetima ponovnog ujedinjenja svih crkava Istoka.

## Henotikonski edikt i Akacijeva šizma
Ubrzo nakon toga Akacije je izradio dokument, ili niz članaka, koji su istodobno konstituirali oboje, i vjeru i instrument ponovnog okupljanja, kao njegovu mjeru kojom bi stekao prava na cijelom Istoku. To vjerovanje, poznato teologiji kao Henotikon, (grčki: ἑνωτικόν, henōtikón "čin ujedinjenja") izvorno je bilo usmjereno prema nepomirljivim frakcijama u Egiptu. 
Na nagovor Akacija, izdao ga je bizantski car Zenon 482. godine, a sve u neuspjelom pokušaju pomirenja razlika među pristašama odluka Kalcedonskog sabora i njihovih protivnika. To je bila molba za ponovno jedinstvo na temelju uzdržanosti i kompromisa. Nakon toga slijedi razdoblje nazvano Akacijeva šizma.